# Woodiphora yarimii
Woodiphora yarimii är en tvåvingeart som beskrevs av Ronald Henry Lambert Disney 2006. Woodiphora yarimii ingår i släktet Woodiphora och familjen puckelflugor. Inga underarter finns listade i Catalogue of Life.